# Carpelimus varicornis
Carpelimus varicornis är en skalbaggsart som först beskrevs av Max Bernhauer 1904.  Carpelimus varicornis ingår i släktet Carpelimus och familjen kortvingar. Inga underarter finns listade i Catalogue of Life.